# (6856) Bethemmons
(6856) Bethemmons est un astéroïde de la ceinture principale.

## Description
(6856) Bethemmons est un astéroïde de la ceinture principale. Il fut découvert le 5 mars 1989 à l'observatoire Palomar par Eleanor Francis Helin. Il présente une orbite caractérisée par un demi-grand axe de 2,37 UA, une excentricité de 0,17 et une inclinaison de 1,3° par rapport à l'écliptique.

## Compléments